# Hessay
Hessay est un village et une paroisse civile du Yorkshire du Nord, en Angleterre. Il est situé à sept kilomètres à l'ouest de la ville d'York. Administrativement, il relève de l'autorité unitaire de la Cité d'York. Au recensement de 2011, il comptait 265 habitants.
Jusqu'en 1996, Hessay relevait du district de Harrogate.

## Étymologie
Hessay provient du vieil anglais hæsel et désigne un endroit (soit un marais, sǣ, soit une île, ēg) où poussent les noisetiers. Il est attesté sous la forme Hesdesai dans le Domesday Book, à la fin du XIe siècle.